# Pseudophaula strigulata
Pseudophaula strigulata là một loài bọ cánh cứng trong họ Cerambycidae.